# Upplands Väsby-Sollentuna
Upplands Väsby-Sollentuna (SUECO Upplands Väsby och Sollentuna) é um aglomerado urbano, englobando as localidades de Upplands Väsby e Sollentuna, e ainda os subúrbios Kista, Husby och Akalla da cidade de Estocolmo, e uma pequena parte do município de Solna, segundo uma definição do Instituto Nacional de Estatística da Suécia. Tem 144 826 habitantes (2018). O aglomerado urbano de Upplands Väsby-Sollentuna pertence à província histórica da Uppland, ao  condado de Estocolmo, e aos 4 municípios de Sollentuna, Upplands Väsby , Estocolmo e Solna.